# Heikki Alitalo
Heikki Harras Alitalo, född 28 mars 1923 i Helsingfors, död 29 november 2007, var en finländsk målare. 
Alitalo genomgick 1944–1945 Centralskolan för konstflit och debuterade 1951 samt höll sin första egna utställning 1954. Han har i sina oljemålningar framstått som en av de främsta expressionisterna i Finland och en efterföljare till Tyko Sallinen, Åke Mattas och andra. Alitalos figurativa arbeten i kraftiga gula, gröna eller anilinröda färger behandlar ofta antika, mytologiska eller bibliska motiv, men närmar sig stundom även det abstrakta. Han hade en rad förtroendeuppdrag bland annat inom Finlands konstakademi. Han var ordförande för Målarförbundet 1971–1972 och medlem i statens bildkonstkommission 1981–1983. Som chefredaktör för Taide-Lehti 1971–1975 och 1977–1980 skrev han ett stort antal ledare i tidskriften. Han tilldelades Pro Finlandia-medaljen 1974.